# Frenchie Shore
Frenchie Shore es un programa de telerrealidad francés transmitido por MTV desde el 11 de noviembre de 2023.Es la versión francesa del formato estadounidense Jersey Shore. El programa sigue la vida cotidiana de diez compañeros de piso que viven juntos durante varias semanas.

## Formato
El programa sigue la vida cotidiana de diez jóvenes (cinco chicas y cinco chicos) que viven juntos en una villa. Los concursantes son bastante fanfarrones y fiesteros. Realizan a diario tareas profesionales, como la restauración y la pescadería, pero también se entregan a actividades de ocio, como fiestas en la piscina y compras. Sin embargo, la convivencia no siempre es fácil. El sexo y el alcohol son temas y prácticas recurrentes en este programa.

## Producción
En febrero de 2022, Paramount Global anuncia una nueva línea de series no guionizadas y de renovación para MTV Entertainment Studios que incluye siete nuevas iteraciones de la franquicia Shore.
El programa se anunció oficialmente el 12 de octubre de 2023. Se rodó en una villa de Cap d'Agde, en el departamento de Hérault de Occitanie, en el sur de Francia.
En mayo de 2024 el programa fue renovado para una segunda temporada. Se estrenó el 23 de noviembre de 2024. Incluye cuatro nuevos miembros del elenco, incluidos Enzo Hardouin, Foster Rowland, Guillaume Arab y Yamina. Patrick Amoros se unió al programa como invitado especial, sin embargo, a partir del sexto episodio fue acreditado como miembro principal del elenco.

## Reparto

### Reparto actual
| Nombre                  | Edad | Ciudad natal | Temporadas |
| ----------------------- | ---- | ------------ | ---------- |
| Enzo Tripiana           | 21   | Marignane    | 1–         |
| Iris Gaumont            | 23   | Vandea       | 1–         |
| Julie Bacha             | 23   | París        | 1, 2–      |
| Laurie "Kara"           | 24   | París        | 1–         |
| Ouryel Myr              | 24   | Lyon         | 1–         |
| Marine "Pepita" Beguier | 22   | Lyon         | 1–         |
| Théo Voiseux            | 22   | Villepinte   | 1          |
| Tristan Jouve           | 24   | Montpellier  | 1–         |
| Enzo Hardouin           |      | Montpellier  | 2–         |
| Foster Rowland          | 28   | París        | 2–         |
| Guillaume Arab          | 30   | Bélgica      | 2          |
| Patrick Amoros          | 26   | Aubagne      | 2–         |
| Yamina                  | 28   | París        | 2–         |

### Antiguos miembros del reparto
| Nombre         | Edad | Ciudad natal | Temporadas |
| -------------- | ---- | ------------ | ---------- |
| Nicolas Fouill | 24   | París        | 1, 2       |
| Melvin Proix   | 24   | Garches      | 1          |
| Théo Voiseux   | 22   | Villepinte   | 1          |

##### Invitados especiales
- Maxime Marciano
- Dorian Beloc
- Lucien Perrier
- Agathe Pelous [n. 2]
- Nikos

### Duración del reparto
| Reparto actual                | Reparto actual | Reparto actual | Reparto actual | Reparto actual | Reparto actual | Reparto actual | Reparto actual | Reparto actual | Reparto actual | Reparto actual | Reparto actual | Reparto actual | Reparto actual | Reparto actual | Reparto actual | Reparto actual | Reparto actual | Reparto actual | Reparto actual | Reparto actual | Reparto actual | Reparto actual | Reparto actual | Reparto actual | Reparto actual | Reparto actual | Reparto actual | Reparto actual | Reparto actual | Reparto actual | Reparto actual | Reparto actual | Reparto actual | Reparto actual | Reparto actual | Reparto actual | Reparto actual | Reparto actual | Reparto actual | Reparto actual |
| Reparto                       | Temporada 1    | Temporada 1    | Temporada 1    | Temporada 1    | Temporada 1    | Temporada 1    | Temporada 1    | Temporada 1    | Temporada 1    | Temporada 1    | Temporada 2    | Temporada 2    | Temporada 2    | Temporada 2    | Temporada 2    | Temporada 2    | Temporada 2    | Temporada 2    | Temporada 2    | Temporada 2    |                |                |                |                |                |                |                |                |                |                |                |                |                |                |                |                |                |                |                |                |
| Reparto                       | 1              | 2              | 3              | 4              | 5              | 6              | 7              | 8              | 9              | 10             | 1              | 2              | 3              | 4              | 5              | 6              | 7              | 8              | 9              | 10             |                |                |                |                |                |                |                |                |                |                |                |                |                |                |                |                |                |                |                |                |
| ----------------------------- | -------------- | -------------- | -------------- | -------------- | -------------- | -------------- | -------------- | -------------- | -------------- | -------------- | -------------- | -------------- | -------------- | -------------- | -------------- | -------------- | -------------- | -------------- | -------------- | -------------- | -------------- | -------------- | -------------- | -------------- | -------------- | -------------- | -------------- | -------------- | -------------- | -------------- | -------------- | -------------- | -------------- | -------------- | -------------- | -------------- | -------------- | -------------- | -------------- | -------------- |
| Enzo                          |                |                |                |                |                |                |                |                |                |                |                |                |                |                |                |                |                |                |                |                |                |                |                |                |                |                |                |                |                |                |                |                |                |                |                |                |                |                |                |                |
| Iris                          |                |                |                |                |                |                |                |                |                |                |                |                |                |                |                |                |                |                |                |                |                |                |                |                |                |                |                |                |                |                |                |                |                |                |                |                |                |                |                |                |
| Julie                         |                |                |                |                |                |                |                |                |                |                |                |                |                |                |                |                |                |                |                |                |                |                |                |                |                |                |                |                |                |                |                |                |                |                |                |                |                |                |                |                |
| Kara                          |                |                |                |                |                |                |                |                |                |                |                |                |                |                |                |                |                |                |                |                |                |                |                |                |                |                |                |                |                |                |                |                |                |                |                |                |                |                |                |                |
| Ouryel                        |                |                |                |                |                |                |                |                |                |                |                |                |                |                |                |                |                |                |                |                |                |                |                |                |                |                |                |                |                |                |                |                |                |                |                |                |                |                |                |                |
| Pépita                        |                |                |                |                |                |                |                |                |                |                |                |                |                |                |                |                |                |                |                |                |                |                |                |                |                |                |                |                |                |                |                |                |                |                |                |                |                |                |                |                |
| Théo                          |                |                |                |                |                |                |                |                |                |                |                |                |                |                |                |                |                |                |                |                |                |                |                |                |                |                |                |                |                |                |                |                |                |                |                |                |                |                |                |                |
| Tristan                       |                |                |                |                |                |                |                |                |                |                |                |                |                |                |                |                |                |                |                |                |                |                |                |                |                |                |                |                |                |                |                |                |                |                |                |                |                |                |                |                |
| Foster                        |                |                |                |                |                |                |                |                |                |                |                |                |                |                |                |                |                |                |                |                |                |                |                |                |                |                |                |                |                |                |                |                |                |                |                |                |                |                |                |                |
| Hardouin                      |                |                |                |                |                |                |                |                |                |                |                |                |                |                |                |                |                |                |                |                |                |                |                |                |                |                |                |                |                |                |                |                |                |                |                |                |                |                |                |                |
| Yamina                        |                |                |                |                |                |                |                |                |                |                |                |                |                |                |                |                |                |                |                |                |                |                |                |                |                |                |                |                |                |                |                |                |                |                |                |                |                |                |                |                |
| Patrick                       |                |                |                |                |                |                |                |                |                |                |                |                |                |                |                |                |                |                |                |                |                |                |                |                |                |                |                |                |                |                |                |                |                |                |                |                |                |                |                |                |
| Antiguos miembros del reparto |                |                |                |                |                |                |                |                |                |                |                |                |                |                |                |                |                |                |                |                |                |                |                |                |                |                |                |                |                |                |                |                |                |                |                |                |                |                |                |                |
| Nicolas                       |                |                |                |                |                |                |                |                |                |                |                |                |                |                |                |                |                |                |                |                |                |                |                |                |                |                |                |                |                |                |                |                |                |                |                |                |                |                |                |                |
| Melvin                        |                |                |                |                |                |                |                |                |                |                |                |                |                |                |                |                |                |                |                |                |                |                |                |                |                |                |                |                |                |                |                |                |                |                |                |                |                |                |                |                |
| Guillaume                     |                |                |                |                |                |                |                |                |                |                |                |                |                |                |                |                |                |                |                |                |                |                |                |                |                |                |                |                |                |                |                |                |                |                |                |                |                |                |                |                |
| Invitados especiales          |                |                |                |                |                |                |                |                |                |                |                |                |                |                |                |                |                |                |                |                |                |                |                |                |                |                |                |                |                |                |                |                |                |                |                |                |                |                |                |                |
| Maxime                        |                |                |                |                |                |                |                |                |                |                |                |                |                |                |                |                |                |                |                |                |                |                |                |                |                |                |                |                |                |                |                |                |                |                |                |                |                |                |                |                |
| Dorian                        |                |                |                |                |                |                |                |                |                |                |                |                |                |                |                |                |                |                |                |                |                |                |                |                |                |                |                |                |                |                |                |                |                |                |                |                |                |                |                |                |
| Lucien                        |                |                |                |                |                |                |                |                |                |                |                |                |                |                |                |                |                |                |                |                |                |                |                |                |                |                |                |                |                |                |                |                |                |                |                |                |                |                |                |                |
| Agathe                        |                |                |                |                |                |                |                |                |                |                |                |                |                |                |                |                |                |                |                |                |                |                |                |                |                |                |                |                |                |                |                |                |                |                |                |                |                |                |                |                |
| Nikos                         |                |                |                |                |                |                |                |                |                |                |                |                |                |                |                |                |                |                |                |                |                |                |                |                |                |                |                |                |                |                |                |                |                |                |                |                |                |                |                |                |

Notas
| = "Miembro del reparto" ingresa al reality. = "Miembro del reparto" regresa al reality. = "Miembro del reparto" abandona el reality. = "Miembro del reparto" ingresa y abandona el reality en el mismo episodio. = "Miembro del reparto" es expulsado del reality. = "Miembro del reparto" abandona y regresa a la casa. = "Miembro del reparto" abandona la casa voluntariamente. | = "Miembro del reparto" es expulsado de la casa. = "Miembro del reparto" regresa a la casa. = "Miembro del reparto" aparece en este episodio. = "Miembro del reparto" aparece en este episodio, pero fuera de la casa. = "Miembro del reparto" no aparece en este episodio. = "Miembro del reparto" aparece en este episodio, pero no es miembro del reparto. = "Miembro del reparto" no es miembro del reparto en este episodio. |

## Episodios
| Temporada | Temporada | Ep.   | Transmisión             | Transmisión         |
| Temporada | Temporada | Ep.   | Inicio                  | Final               |
| --------- | --------- | ----- | ----------------------- | ------------------- |
|           | T1        | 10 +1 | 11 de noviembre de 2023 | 6 de enero de 2024  |
|           | T2        | 10    | 23 de noviembre de 2024 | 18 de enero de 2025 |

### Temporada 1 (2023–2024)
| N.º (total) | N.º (temp.) | Título        | Estreno original        |
| ----------- | ----------- | ------------- | ----------------------- |
| 1           | 1           | «Episodio 1»  | 11 de noviembre de 2023 |
| 2           | 2           | «Episodio 2»  | 11 de noviembre de 2023 |
| 3           | 3           | «Episodio 3»  | 18 de noviembre de 2023 |
| 4           | 4           | «Episodio 4»  | 25 de noviembre de 2023 |
| 5           | 5           | «Episodio 5»  | 2 de diciembre de 2023  |
| 6           | 6           | «Episodio 6»  | 9 de diciembre de 2023  |
| 7           | 7           | «Episodio 7»  | 16 de diciembre de 2023 |
| 8           | 8           | «Episodio 8»  | 23 de diciembre de 2023 |
| 9           | 9           | «Episodio 9»  | 30 de diciembre de 2023 |
| 10          | 10          | «Episodio 10» | 6 de enero de 2024      |

### Temporada 2 (2024–2025)
| N.º (total) | N.º (temp.) | Título                                            | Estreno original        |
| ----------- | ----------- | ------------------------------------------------- | ----------------------- |
| 1           | 11          | «¿Adivina quién ha vuelto?»                       | 23 de noviembre de 2024 |
| 2           | 12          | «¡Problemas, coqueteos y lágrimas!»               | 23 de noviembre de 2024 |
| 3           | 13          | «¡La villa está a punto de explotar!»             | 30 de noviembre de 2024 |
| 4           | 14          | «La villa está a punto de explotar»               | 7 de diciembre de 2024  |
| 5           | 15          | «Un frenchie nos deja…»                           | 14 de diciembre de 2024 |
| 6           | 16          | «Sin Nico, no hay fiesta»                         | 21 de diciembre de 2024 |
| 7           | 17          | «¡Fantasías, confesiones y un invitado sorpresa!» | 28 de diciembre de 2024 |
| 8           | 18          | «¡Ajuste de cuentas!»                             | 4 de enero de 2025      |
| 9           | 19          | «¡La fiesta de French Shore!»                     | 11 de enero de 2025     |
| 10          | 20          | «Este es el final»                                | 18 de enero de 2025     |

## Críticas y controversias
En una entrevista concedida a Le Parisien el 20 de noviembre de 2023, Rima Abdul Malak, Ministra francesa de Cultura, criticó Frenchie Shore, afirmando que el programa "rozaba la pornografía" y expresando su preocupación por el acceso de los menores al programa.
El 13 de diciembre de 2023, Roch-Olivier Maistre, Presidente de Arcom, anunció en una comparecencia ante el Senado que se había puesto en contacto con las autoridades de la República Checa y Alemania, donde tienen su sede las empresas matrices de Paramount+ y MTV Francia, para asegurarse de que el programa cumplía la legislación vigente. También declaró que Arcom había intervenido ante las principales redes sociales para acelerar la moderación de los contenidos accesibles en línea.
El 24 de noviembre de 2023, el productor del programa, Arthur, respondió a las críticas explicando que el formato existía desde hacía varios años en otros países y que en Francia no era accesible a todo el mundo, señalando la necesidad de una suscripción de pago para acceder al contenido: "Frenchie Shore se paga igual que el porno de los sábados por la noche de Canal+, aunque tampoco estemos a ese nivel".